# Затомская, Ольга Юрьевна
О́льга Ю́рьевна Затомская (урождённая Боровко́ва; род. 19 ноября 1983, Рошаль, Московская область) — мировой судья судебного участка № 369 Тверского района города Москвы. Юрист 2 класса.
Получила известность после того, как 2 января 2011 года вынесла наказание в форме ареста Борису Немцову за «неповиновение законному требованию сотрудников милиции».

## Биография
В 2001—2003 годах работала в первичной профсоюзной организации химического производства — ГУП ПО «Рошальский химический комбинат имени А. А. Косякова».
С 2004 года работала секретарём судебного заседания и помощником судьи надзорной инстанции Московского городского суда.
В 2005 году с отличием окончила Московский государственный социальный университет, факультет юриспруденции и ювенальной юстиции.
С 2007 года Боровкова стала ведущим консультантом судебного состава докладчиков Президиума Верховного Суда Российской Федерации.
Назначена на должность мирового судьи судебного участка № 369 Тверского района города Москвы постановлением Московской Городской Думы от 30 июля 2010 года № 233.
В октябре 2011 вышла замуж и поменяла фамилию на Затомская. Известно об этом событии стало только в феврале 2012.

## Семья
Родители и старшая сестра Ольги Боровковой работали в ГУП ПО «Рошальский химический комбинат имени А. А. Косякова». В дальнейшем отец, коммерсант Юрий Боровков, учредил ООО «Рошальский фторопластовый завод». Выручка компании за 2010 г. составила 82 млн. 920 тыс. рублей.

## Участие в резонансных судебных процессах
- Советник председателя партии «Яблоко» Артур Гроховский был задержан за одиночный пикет перед центральным входом в Государственную Думу[8], но 26 июля 2010 года был оправдан судьёй Боровковой на основании противоречий между показаниями сотрудников милиции и предоставленной привлекаемым видеозаписи задержания[9].
- Боровкова отказалась рассматривать акцию, проведённую 11 июня перед зданием Госдумы,[10] одиночным пикетом и признала активистов партии «Яблоко» Галину Михалёву[11], Игоря Савёлова[12], Максима Круглова[13] и Артура Гроховского[14] виновными в проведении несанкционированного митинга, предусмотренного статьёй 20 часть вторая КоАП РФ[15] и назначила каждому из них наказание в виде штрафа в 500 р.

- 13 августа 2010 года Боровкова приговорила одного из лидеров Левого Фронта 64-летнего Константина Косякина[16] к 3 суткам ареста в соответствии со статьёй 19.3 КоАП РФ[15]. В этот же день она же приговорила координатора Левого Фронта и «Авангарда красной молодежи» Сергея Удальцова к 4 дням ареста. 7 сентября Тверской районный суд в лице Светланы Ухналёвой отклонил апелляцию Удальцова[17]. Ранее той же Ольгой Боровковой Сергей Удальцов уже был оштрафован за аналогичное правонарушение во время июньского «Дня Гнева» на 500р[18].
- 7 сентября 2010 года Боровкова[19] признала 69-летнего лидера движения «За права человека» Льва Пономарёва виновным в совершении административного правонарушения, предусмотренного статьёй 19.3 КоАП РФ[15] во время августовского «Дня гнева» и приговорила его к 4 суткам ареста[20]. Международная амнистия выразила обеспокоенность решением московского суда[21]. 9 сентября апелляция, поданная в Тверской районный суд, была отклонена[22]. Ранее, Боровкова уже назначала наказание Пономарёву в виде штрафа в 500 р[23] за участие в июньском «Дне Гнева»[24].
- 15 сентября 2010 года Боровкова прекратила дело[25] в отношении активиста партии «Яблоко» Владислава Панкова, приковавшего себя наручниками к ограде Госдумы 9 июля 2010 года[26].
- 31 декабря 2010 года Борис Немцов был задержан за Триумфальной площади на выходе с согласованного митинга[27]. 2 января Боровкова признала Немцова виновным в неповиновении законным требованиям сотрудников милиции и приговорила его к административному аресту на 15 суток. Представленная видеозапись[28] задержания к делу приобщена не была, достоверность показаний привлекаемого и свидетелей защиты поставлена под сомнение[29]. Сам Немцов[30] и его сторонники[31] утверждают что в течение пятичасового заседания ему пришлось стоять и многократные просьбы предоставить ему стул были проигнорированы, однако пресс-секретарь Тверского суда это отрицает[32]. 12 января судья Тверского районного суда Елена Сташина рассматривала апелляцию и вынесла решение, что оснований для отмены или изменения постановления мировой судьи не имеется[33]. Адвокаты Немцова подали жалобу в Европейский суд по правам человека, которая была принята к ускоренному рассмотрению[34]. 11 февраля была подана жалоба на Боровкову в Квалификационную коллегию судей Москвы, которая, не оспаривая наложение на Немцова административного ареста, просит оценить факты, свидетельствующие об обвинительном уклоне при рассмотрении дела, жестоком обращении судьи с заявителем и халатным отношением к исполнению своих обязанностей, приведшим к лишению права заявителя на своевременное обжалование постановления[35].
- 31 декабря 2010 года на том же митинге был задержан один из лидеров движения Солидарность Илья Яшин, а 2 января Боровкова вынесла решение о 5 сутках ареста для Яшина. Впоследствии, при рассмотрении жалобы судьёй Тверского районного суда Светланой Ухналевой, свидетель обвинения милиционер Артём Чарухин признался в подделке рапорта, который, по свидетельству самого Чарухина, был составлен им и его коллегой Кондрашовым под диктовку участкового ОВД «Басманный» Дмитрия Попсуева и по приказу старшего лейтенанта Бурцева.[36]
- 12 января 2011 года Боровкова приговорила лидера движения «Славянская сила» Дмитрия Дёмушкина к 3 суткам ареста за прорыв двойного милицейского заграждения во время митинга 11 января на Манежной площади. Задержанного вместе с ним одного из лидеров ДПНИ Владимира Тора она же приговорила к 15 суткам ареста[37]. 9 днями ранее (3 января) эта же судья в отношении Тора избрала наказание в виде 10 суток административного ареста[38].
- 20 января 2011 года Боровкова оправдала лидера движения в защиту Химкинского леса Евгению Чирикову по делу об организации несогласованной с властями акции 22 декабря у здания администрации Московской области на Славянской площади в Москве[39]. Адвокатом Чириковой на данном судебном заседании был советник председателя партии «Яблоко» Артур Гроховский.
- 13 октября 2011 года приговорила Сергея Удальцова к 10 суткам ареста. Он участвовал в согласованном правительством Москвы «Дне гнева», проходившем днём ранее, и был задержан вместе с Константином Косякиным за попытку организации несанкционированного шествия[40].
- 4 декабря 2011 года Сергей Удальцов был задержан сотрудниками полиции, поскольку в отношении него вынесены определения двух судов о принудительном приводе. В этот же день Боровкова[41] назначила ему наказание в виде ареста на 5 суток за неповиновение законным требованиям сотрудников полиции[42].
- 25 декабря 2011 года Боровкова снова осудила Удальцова, назначив ему 10 суток ареста по делу 2-х месячной давности, когда оппозиционер якобы оказывал неповиновение сотрудникам полиции[43].
- В конце декабря 2011 года взяла лист нетрудоспособности в связи с болезнью и после выздоровления вышла на работу в конце февраля 2012 года. С этого времени во всех официальных документах именуется Затомской Ольгой Юрьевной[44].
- 6 февраля 2019 года Затомская оставила под стражей футболистов Кокорина и Мамаева[45], обвинявшихся в хулиганстве и побоях из-за двух драк в Москве.
- 3 марта 2021 года Затомская назначила специальному корреспонденту «Новой газеты» Илье Азару 15 суток ареста и штраф 150 тысяч рублей за репост сообщения в Facebook, сделанный за восемь месяцев до суда и якобы являвшийся «призывом к неопределенному кругу лиц участвовать в акции»[46].

## Осуждение участников протестов против нарушений на выборах 2011 года
5 декабря 2011 года в Москве состоялся митинг в Москве против нарушений на выборах 4 декабря 2011 года, в ходе которого полиция арестовала около 300 человек.
6 декабря 2011 года Боровкова на основании статьи 19.3 КоАП приговорила члена политсовета «Солидарности» Илью Яшина и руководителя проекта РосПил Алексея Навального задержанных на митинге 5 декабря 2011 года в Москве против нарушений на выборах к 15 суткам ареста . Неповиновение полиции, по мнению Боровковой, выражалось, в частности, в выходе на проезжую часть и скандировании лозунга «это наш город!» По мнению Навального, в ходе митинга оппозиции на Чистых прудах 5 декабря полиция задержала его незаконно. В ходе слушаний Боровкова угрожала удалить из зала адвоката Навального, а также отказала свидетелям по делу в демонстрации видеозаписей его задержания, так как у суда «нет технической возможности их посмотреть». Данное решение вызвало недовольство как среди оппозиции, так и среди ряда известных адвокатов. В частности, обращалось внимание, что суд не принял во внимание смягчающие обстоятельства — наличие двух несовершеннолетних детей на иждивении и отсутствие уголовной истории.
Во время слушаний по делу Навального под окнами Тверского суда проходил стихийный митинг в его поддержку. Собравшиеся скандировали: «Позор!», «Один за всех, все за одного!» К зданию были стянуты дополнительные силы полиции и проводились задержания.
11 декабря 2011 года Илья Яшин и Алексей Навальный обратились в Европейский Суд по правам человека с жалобой на нарушения их прав, в частности, судьёй Боровковой. 8 февраля 2012 года Европейский Суд по правам человека официально уведомил власти Российской Федерации о поданной жалобе и потребовал ответить на ряд вопросов, в том числе касающихся нарушений судьёй Боровковой прав Яшина и Навального на справедливое и публичное судебное разбирательство в ходе рассмотрения 6 декабря 2011 года дел о привлечении их к административной ответственности.

## Реакция общества

Акция «Стул для судьи Боровковой»

В ответ на эпизод со стулом во время процесса над Немцовым, 20 января 2011 года оппозиционные активисты «Комитета пяти требований» устроили акцию «Стул для судьи Боровковой». Около 20 человек пришли к зданию Тверского мирового суда и собирались передать в дар судьям пластиковые стулья. Сотрудники правоохранительных органов акцию пресекли и, по заявлениям участников, задержали и доставили в ОВД «Китай-город» двоих участников.
В конце января 2011 года в районе места жительства и места работы Боровковой расклеиваются листовки с заголовком: «Есть ли совесть у судьи Боровковой?». Эти действия получили негативную оценку правозащитников Людмилы Алексеевой и Валерия Борщёва. 20 апреля 2011 года руководитель движения «Молодые юристы России» Сергей Бруев передал депутату Европарламента Кристийне Оюланд список из 12 человек, предположительно имевших отношение к кампании по травле Ольги Боровковой и поддерживавших травлю своими заявлениями. 6 декабря 2011 года они («Молодые юристы России») пообещали поддержать судью в случае, если на неё будет оказано давление сторонниками Яшина и Навального. Пресса называет административные аресты, назначенные Боровковой оппозиционерам, «жестокими».
 Журналисты убеждены в том, что Боровкова не имеет надлежащих опыта и оснований для того, чтобы пользоваться государственной репрессией, а саму судью подозревают в том, что свой высокий статус она приобрела в обход установленных законом правил.
27 декабря 2011 года, в соответствии с ходатайством председателя Мосгорсуда Ольги Егоровой, решением главы московской полиции Владимиром Колокольцевым Боровковой была предоставлена круглосуточная охрана.